# Noche Crema
La Noche Crema también llamada Copa Noche Crema es como se le denomina a la jornada de presentación del plantel profesional del Club Universitario de Deportes de la Primera División del Perú. El evento se lleva a cabo anualmente entre la última semana de enero y la primera semana de febrero.
Se inicia con un espectáculo musical, homenajes a exfutbolistas y personalidades ligadas al club, luego se procede a presentar a todos los integrantes de la plantilla y del cuerpo técnico del equipo para luego disputar un partido amistoso ante un equipo nacional o internacional como invitado. La Noche Crema se ha celebrado ininterrumpidamente desde el año 2006 y tiene como escenario el Estadio Monumental de Lima.

## Ediciones

### 2006
| Noche Crema 2006; 17 de enero de 2006 | Universitario de Deportes | 2:0 (1:0) | Audax Italiano | Estadio Monumental, Lima                                 |                                                          |
|                                       | Alonso 31' · Sangoy 84'   | Reporte   |                | Asistencia: 10 125 espectadores Árbitro(s): Manuel Garay | Asistencia: 10 125 espectadores Árbitro(s): Manuel Garay |

### 2007
| Noche Crema 2007; 19 de enero de 2007 | Universitario de Deportes | 1:0 (1:0) | Sport Boys | Estadio Monumental, Lima |  |
|                                       | Vassallo 24'              | Reporte   |            |                          |  |

### 2008
| Noche Crema 2008; 9 de febrero de 2008 | Universitario de Deportes | 2:2 (2:1) | Defensor Sporting             | Estadio Monumental, Lima        |                                 |
|                                        | Neyra 5' · Labarthe 30'   | Reporte   | Fernández 35' · Rodríguez 90' | Asistencia: 30 000 espectadores | Asistencia: 30 000 espectadores |

### 2009
| Noche Crema 2009; 29 de enero de 2009 | Universitario de Deportes | 0:1 (0:1) | Independiente Santa Fe | Estadio Monumental, Lima |  |
|                                       |                           | Reporte   | Arrechea 21'           |                          |  |

### 2010
| Noche Crema 2010; 23 de enero de 2010 | Universitario de Deportes | 2:2 (0:1) | Atlético Nacional        | Estadio Monumental, Lima        |                                 |
|                                       | Alva 55' · Orejuela 78'   | Reporte   | Moreno 41' · Cardona 66' | Asistencia: 15 000 espectadores | Asistencia: 15 000 espectadores |

### 2011
| Copa Crema 2011; 2 de febrero de 2011 | Universitario de Deportes | 1:0 (0:0) | Arsenal de Sarandí | Estadio Monumental, Lima |  |
|                                       | Álvarez 64'               | Reporte   |                    |                          |  |

| Copa Crema 2011; 4 de febrero de 2011 | Universitario de Deportes | 1:1 (0:1) | América de Cali | Estadio Monumental, Lima                                 |                                                          |
|                                       | Ruidíaz 76'               | Reporte   | Artigas 34'     | Asistencia: 50 000 espectadores Árbitro(s): Manuel Garay | Asistencia: 50 000 espectadores Árbitro(s): Manuel Garay |

### 2012
| Noche Crema 2012; 1 de marzo de 2012 | Universitario de Deportes | 0:1 (0:0) | Manta F. C. | Estadio Nacional, Lima          |                                 |
|                                      |                           | Reporte   | Garcés 82'  | Asistencia: 35 000 espectadores | Asistencia: 35 000 espectadores |

### 2013
| Noche Crema 2013; 1 de febrero de 2013 | Universitario de Deportes           | 2:0 (1:0) | Nasarawa United | Estadio Monumental, Lima |                          |
|                                        | Obiajulu 6' (a.g.) · Guastavino 85' | Reporte   |                 | Árbitro(s): Manuel Garay | Árbitro(s): Manuel Garay |

### 2014
| Noche Crema 2014; 24 de enero de 2014 | Universitario de Deportes | 1:1 (1:0) | Danubio F. C. | Estadio Monumental, Lima                                         |                                                                  |
|                                       | Olascuaga 39'             | Reporte   | González 53'  | Asistencia: 40 000 espectadores Árbitro(s): Víctor Hugo Carrillo | Asistencia: 40 000 espectadores Árbitro(s): Víctor Hugo Carrillo |

### 2015
| Noche Crema 2015; 22 de enero de 2015 | Universitario de Deportes | 0:2 (0:0) | Deportivo Cali          | Estadio Monumental, Lima |                        |
|                                       |                           | Reporte   | Murillo 61' · Pérez 88' | Árbitro(s): Luis Garay   | Árbitro(s): Luis Garay |

### 2016
| Noche Crema 2016; 2 de febrero de 2016 | Universitario de Deportes       | 3:3 (2:1) | Colo-Colo                           | Estadio Monumental, Lima |                        |
|                                        | Guastavino 3' 17' · Rengifo 56' | Reporte   | Tonso 28' · Delgado 58' · Pavez 90' | Árbitro(s): Diego Haro   | Árbitro(s): Diego Haro |

### 2017
| Noche Crema 2017; 21 de enero de 2017 | Universitario de Deportes | 0:0     | Universidad Católica | Estadio Monumental, Lima |                          |
|                                       |                           | Reporte |                      | Árbitro(s): Joel Alarcón | Árbitro(s): Joel Alarcón |

### 2018
| Noche Crema 2018; 17 de enero de 2018 | Universitario de Deportes | 1:1 (1:1) | Independiente Medellín | Estadio Monumental, Lima     |                              |
|                                       | Corzo 35'                 | Reporte   | Castro 44'             | Árbitro(s): Michael Espinoza | Árbitro(s): Michael Espinoza |

### 2019
| Noche Crema 2019; 2 de febrero de 2019 | Universitario de Deportes | 1:0 (1:0) | Universidad de Concepción | Estadio Monumental, Lima         |                                  |
|                                        | Lavandeira 24'            | Reporte   |                           | Árbitro(s): Víctor Hugo Carrillo | Árbitro(s): Víctor Hugo Carrillo |

### 2020
| Noche Crema 2020; 18 de enero de 2020 | Universitario de Deportes | 0:1 (0:0) | Cerro Largo   | Estadio Monumental, Lima         |                                  |
|                                       |                           | Reporte   | Fernández 48' | Árbitro(s): Víctor Hugo Carrillo | Árbitro(s): Víctor Hugo Carrillo |

### 2022
| Noche Crema 2022; 29 de enero de 2022 | Universitario de Deportes      | 2:3 (2:2) | S. D. Aucas                         | Estadio Monumental, Lima     |                              |
|                                       | Cayetano 3' · Succar 8' (pen.) | Reporte   | Figueroa 12' (pen.) 22' · Silva 86' | Árbitro(s): Augusto Menéndez | Árbitro(s): Augusto Menéndez |

### 2023
| Noche Crema 2023; 7 de enero de 2023 | Universitario de Deportes | 0:0     | S. D. Aucas | Estadio Monumental, Lima     |                              |
|                                      |                           | Reporte |             | Árbitro(s): Augusto Menéndez | Árbitro(s): Augusto Menéndez |

### 2024
| Noche Crema 2024; 20 de enero de 2024 | Universitario de Deportes | 1:1 (0:0) | Coquimbo Unido     | Estadio Monumental, Lima     |                              |
|                                       | Flores 69'                | Reporte   | Bolívar 86' (a.g.) | Árbitro(s): Michael Espinoza | Árbitro(s): Michael Espinoza |

### 2025
| Noche Crema 2025; 24 de enero de 2025 | Universitario de Deportes      | 2:1 (1:0) | Selección de Panamá | Estadio Monumental, Lima   |                            |
|                                       | Reyna 7' · Rivera 90+9' (pen.) | Reporte   | Herrera 49'         | Árbitro(s): Jordi Espinoza | Árbitro(s): Jordi Espinoza |

## Palmarés

### Títulos por equipo
| Equipo                    | Campeonatos                             | Subcampeonatos                                                                     |
| ------------------------- | --------------------------------------- | ---------------------------------------------------------------------------------- |
| Universitario de Deportes | 6 (2006, 2007, 2011, 2013, 2019, 2025). | 13 (2008, 2009, 2010, 2012, 2014, 2015, 2016, 2017, 2018, 2020, 2022, 2023, 2024). |
| S. D. Aucas               | 2 (2022, 2023).                         |                                                                                    |
| Defensor Sporting         | 1 (2008).                               |                                                                                    |
| Independiente Santa Fe    | 1 (2009).                               |                                                                                    |
| Atlético Nacional         | 1 (2010).                               |                                                                                    |
| Manta F. C.               | 1 (2012).                               |                                                                                    |
| Danubio F. C.             | 1 (2014).                               |                                                                                    |
| Deportivo Cali            | 1 (2015).                               |                                                                                    |
| Colo-Colo                 | 1 (2016).                               |                                                                                    |
| Universidad Católica      | 1 (2017).                               |                                                                                    |
| Independiente Medellín    | 1 (2018).                               |                                                                                    |
| Cerro Largo               | 1 (2020).                               |                                                                                    |
| Coquimbo Unido            | 1 (2024).                               |                                                                                    |
| Audax Italiano            |                                         | 1 (2006).                                                                          |
| Sport Boys                |                                         | 1 (2007).                                                                          |
| América de Cali           |                                         | 1 (2011).                                                                          |
| Nasarawa United           |                                         | 1 (2013).                                                                          |
| Universidad de Concepción |                                         | 1 (2019).                                                                          |
| Selección de Panamá       |                                         | 1 (2025).                                                                          |

### Títulos por país
| País                | Campeonatos                             | Subcampeonatos                                                                           |
| ------------------- | --------------------------------------- | ---------------------------------------------------------------------------------------- |
| Perú                | 6 (2006, 2007, 2011, 2012, 2019, 2025). | 14 (2007, 2008, 2009, 2010, 2012, 2014, 2015, 2016, 2017, 2018, 2020, 2022, 2023, 2024). |
| Colombia            | 4 (2009, 2010, 2015, 2018).             | 1 (2011).                                                                                |
| Uruguay             | 3 (2008, 2014, 2020).                   |                                                                                          |
| Ecuador             | 3 (2012, 2022, 2023).                   |                                                                                          |
| Chile               | 3 (2016, 2017, 2024).                   | 2 (2006, 2019).                                                                          |
| Nigeria             |                                         | 1 (2013).                                                                                |
| Selección de Panamá |                                         | 1 (2025).                                                                                |

## Tabla histórica
| Equipo                    | Pts. | PJ | PG | PE | PP | GF | GC | DG |
| ------------------------- | ---- | -- | -- | -- | -- | -- | -- | -- |
| Universitario de Deportes | 27   | 20 | 6  | 9  | 5  | 22 | 20 | +2 |
| América de Cali           | 4    | 2  | 1  | 1  | 0  | 3  | 1  | +2 |
| S. D. Aucas               | 4    | 2  | 1  | 1  | 0  | 3  | 2  | +1 |
| Deportivo Cali            | 3    | 1  | 1  | 0  | 0  | 2  | 0  | +2 |
| Cerro Largo               | 3    | 1  | 1  | 0  | 0  | 1  | 0  | +1 |
| Manta F. C.               | 3    | 1  | 1  | 0  | 0  | 1  | 0  | +1 |
| Independiente Santa Fe    | 3    | 1  | 1  | 0  | 0  | 1  | 0  | +1 |
| Sporting Cristal          | 3    | 2  | 1  | 0  | 1  | 1  | 2  | –1 |
| Colo-Colo                 | 1    | 1  | 0  | 1  | 0  | 3  | 3  | 0  |
| Atlético Nacional         | 1    | 1  | 0  | 1  | 0  | 2  | 2  | 0  |
| Defensor Sporting         | 1    | 1  | 0  | 1  | 0  | 2  | 2  | 0  |
| Coquimbo Unido            | 1    | 1  | 0  | 1  | 0  | 1  | 1  | 0  |
| Danubio F. C.             | 1    | 1  | 0  | 1  | 0  | 1  | 1  | 0  |
| Independiente Medellín    | 1    | 1  | 0  | 1  | 0  | 1  | 1  | 0  |
| Universidad Católica      | 1    | 1  | 0  | 1  | 0  | 0  | 0  | 0  |
| Sport Boys                | 0    | 1  | 0  | 0  | 1  | 0  | 1  | –1 |
| Universidad de Concepción | 0    | 1  | 0  | 0  | 1  | 0  | 1  | –1 |
| Arsenal de Sarandí        | 0    | 2  | 0  | 0  | 2  | 0  | 0  | –2 |
| Audax Italiano            | 0    | 1  | 0  | 0  | 1  | 0  | 2  | –2 |
| Nasarawa United           | 0    | 1  | 0  | 0  | 1  | 0  | 2  | –2 |
| Selección de Panamá       | 0    | 1  | 0  | 0  | 1  | 1  | 2  | –1 |